# 井田胤徳
井田 胤徳（いだ たねのり、生年不明 - 慶長17年12月9日（1613年1月29日））は、戦国時代から江戸時代初期にかけての武将。通称は平三郎。受領名は刑部大輔・因幡守。父は井田友胤。弟に胤信。子に輝胤。
井田氏は山室氏の客将であるが、胤徳の祖父胤俊の頃より千葉昌胤の元服に参列するなどし千葉氏に属していたとされる。また後北条氏の家臣でもある。
父友胤が三谷大膳亮胤興より奪った坂田城を弘治2年（1556年）に修復し、里見氏に属した安房正木氏の永禄年間における東下総侵攻を防戦。永禄6年（1564年）の第二次国府台合戦には後北条方として参戦している。友胤の頃から井田氏は後北条氏に組していたが、永禄10年（1568年）に、胤徳は後北条氏へ同盟強化の印として鷹を贈っており、永禄11年（1569年）11月には岩槻城在番の労をねぎらうとして北条氏政から蜜柑と酒を贈られるなど関係を強め、山室氏の客将であり千葉氏に属していたとされるが、実際には北条氏の家臣として活動していた。遠山政景を通じて連絡を行い、千葉氏とは別に独自に後北条氏の要請に応えて度々後北条方の合戦に参加している。
後、千葉邦胤が妻に北条氏政の娘を迎えているが、この後北条氏と千葉氏の婚姻による関係強化の使者としても活躍している。
後北条氏による千葉氏の臣従化が進むと、佐竹氏の領国と接する最前線の後北条氏方の城である岩槻城番・牛久城番などに動員され、度々佐竹方の多賀谷重経などに攻め込まれているが、これを撃退している。
天正18年（1590年）の小田原征伐では、居城坂田城には留守部隊のみを置き、自身は300騎を率いて小田原城に入城している。胤徳は湯本口を守ったが、同年7月後北条氏が降服・小田原城は開城したため下総へ戻り、その後佐倉城主となった武田信吉に仕えた。200石を知行して佐倉領の代官となり、関ヶ原の戦いの後に信吉が水戸転封となるとこれに従い、信吉が亡くなって弟・徳川頼房が水戸藩主になると頼房に仕え、子孫は水戸藩士として続いた。